# Giochi d'estate (film 1984)
Giochi d'estate è un film commedia del 1984 diretto da Bruno Cortini.

## Trama
A Porto Rotondo si susseguono le storie d'amore e di gelosia di un gruppo di ragazzi, tra gite in barca, giochi in spiaggia e feste nelle ville e nei locali della Costa Smeralda.

## Curiosità
- Nel film fanno una breve apparizione anche due calciatori della Roma, Odoacre Chierico e Francesco Graziani.
- Quasi tutti gli attori sono doppiati, fra gli altri Romano Malaspina presta la voce a Fabio Testi.

## Colonna sonora
Il brano portante della colonna sonora, Slowly, scritto da Giancarlo Bigazzi e Totò Savio, è stato inciso da Loretta Goggi, pubblicato su 45 giri ed incluso nell'LP Giochi d'estate, colonna sonora ufficiale del film. Il disco contiene la maggior parte dei brani inseriti nel film, fatta eccezione per Vita spericolata di Vasco Rossi e  Nel silenzio splende di Gianni Morandi, che pur presenti all'interno del film, non sono stati inseriti nell'album.
- Slowly - Loretta Goggi
- La colegiala - Los Garcia
- Summer games - Savio's Orchestra
- Kalimba de Luna - Tony Esposito
- Master and Servant - Depeche Mode
- Terra promessa - Eros Ramazzotti
- Italiani mambo - Sergio Caputo
- Marinero - Lucia
- Movin' on - Novecento
- Shine on dance - Carrara
- Ti spalmo la crema - Skiantos
- E se domani - Mina
- People are people - Depeche Mode
- Torna a sorridere - Riccardo Fogli